# Laphroaig

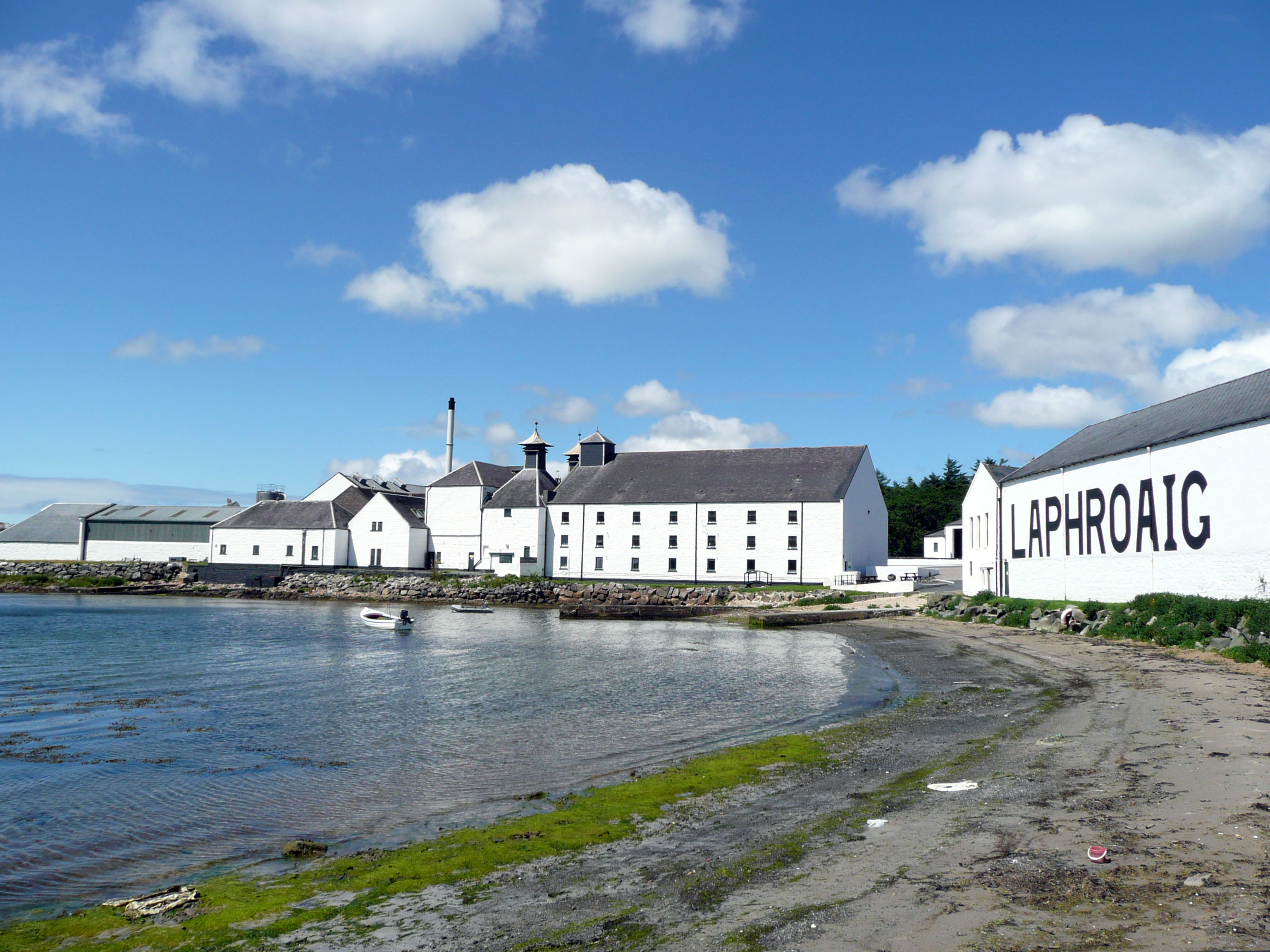
Les destil·leries al costat del mar

Laphroaig (pronunciat ləˈfrɔɪɡ) és el nom d'una destil·leria de whisky escocès situada a la ciutat de Port Ellen, a l'illa d'Islay, situada a la costa oest d'Escòcia. El nom ve del gaèlic Lag a'mhor aig que significa «la cova de la bahia».
La destil·leria, fundada el 1815, és propietat de l'empresa Beam Global Spirits & Wine des del juliol de 2005, compta amb 20 empleats i produeix 2.200.000 litres d'alcohol pur per any.
El whisky que s'hi produeix pot ser consumit pur o entrar en la composició d'alguns blends com Islay Mist i Long John.

## Notes de degustació

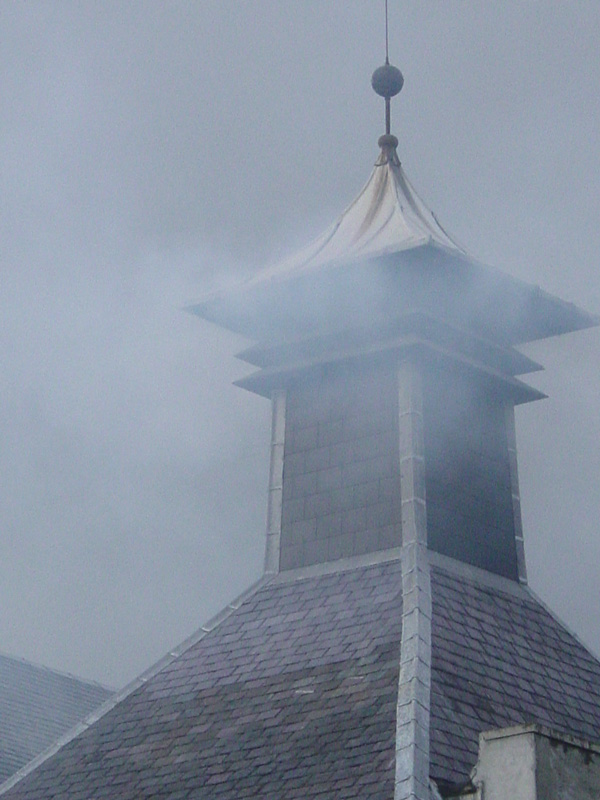
Les xemeneies particulars de la destil·leria

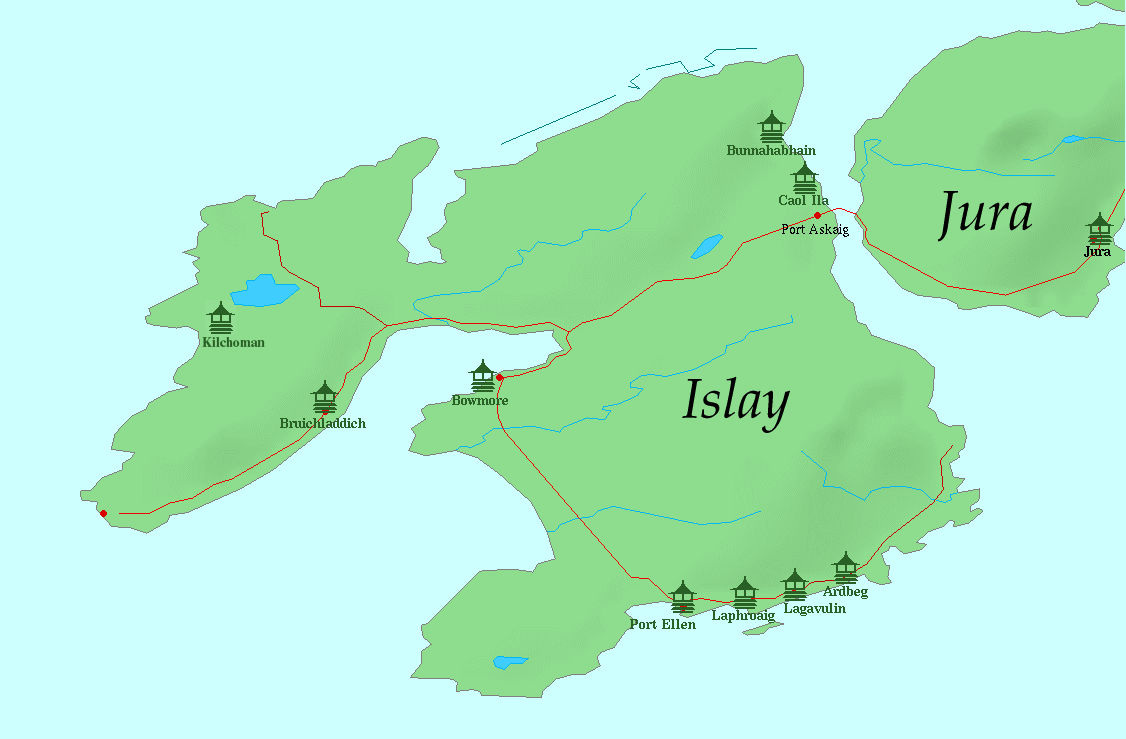
Mapa de les destil·leries d'Islay

## Producció

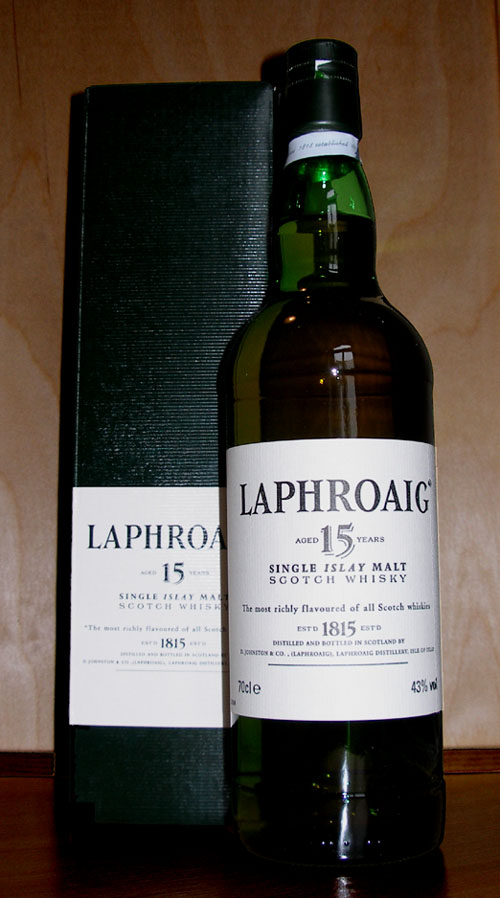
Ampolla de 15 anys